# سده ۲۳ (میلادی)
سده ۲۳ سده‌ای است که از سال ۲۲۰۱ میلادی آغاز شده و در انتهای سال ۲۳۰۰ پایان می‌پذیرد

## مناسبت‌ها
جام جهانی ۲۳۰۰ و ۲۳۰۴ و ۲۳۰۸ 

## رویدادها
- - ۲۲۰۹ و ۲۲۸۴: دنباله‌دار هالی ظاهر خواهد شد.

## زادگان ربات ها هستند
ربات های جای انسان هارا میگیرند

## درگذشتگان
هیچکس چون ربات هستند